# Hicham Lahlou
Pour les articles homonymes, voir Lahlou.
Hicham Lahlou, né le 6 février 1973 à Rabat,  est un designer marocain. Hicham Lahlou y est une personnalité reconnue dans le monde de l’architecture et du design pour avoir popularisé le design, véhiculé l’image d’un Maroc contemporain et créatif, initié le design industriel au Maroc. Son design est considéré comme un mélange d’histoire, de références culturelles, de patrimoine et de modernité. 

## Biographie
Il se passionne pour le dessin durant son enfance. À 14 ans, il voyage aux États-Unis. Le baccalauréat obtenu, il prolonge ses études à Paris à l'Académie Charpentier. Cinq ans plus tard, il commence son parcours professionnel en travaillant pour Airbus Industrie et Siemens, à Toulouse, puis par des collaborations avec des architectes comme Aziz Lazrak. En 1999, Hil crée sa première collection d'objets, inspirée du patrimoine marocain tout en étant exempt de folklorisme, et comprenant une théière (baptisée Koubba) et un guéridon en acier à trois pieds,.
En 2008, il est choisi pour figurer dans Le livre In the Arab World ... Now des éditions Enrico Navarra it Paris aux côtés de Jean Nouvel, Ron Arad, Andree Putman, Karim Rashid, Zaha Hadid, ou encore Tadao Ando. Il participe au 10e anniversaire de l'Observateur du Design qui se tient du 23 octobre au 9 mars 2009 a la Cite des Sciences et de l'industrie a Paris.
Dans les années 2010, il continue à promouvoir le design marocain et d'Afrique du Nord, mettant aussi en lumière d’autres designers du continent. Il crée notamment à New York le projet Africa Design Award & Days (ADA & ADD). En 2015, ses œuvres font leur entrée au Vitra Design Museum à Weil am Rhein en Allemagne près de Bâle à la suite de l’exposition Making Africa – A Continent of Design, et au Musée Guggenheim de Bilbao.  En 2015 toujours, le Royal Mansour Marrakech lui consacre, en décembre, une soirée hommage pendant le Festival international du film de Marrakech,.
Depuis 2017, il siège au conseil d’administration de l'Organisation mondiale du design (International Council of Societies of Industrial Design), et, en octobre 2019, il est nommé conseiller pour l'Afrique par l'organisation.

## Quelques expositions collectives et individuelles
- Octobre 1999 à avril 2000 : exposition « Regard sur Le design au Maroc» à l’Institut du monde arabe à Paris durant l'Année du Maroc en France.
- Mai 2000 : prolongation de L’exposition « Regard sur Le design au Maroc» à la Galerie Nationale « Bab Rouah » à Rabat.
- Janvier 2004 : Design Lab du Salon du Meuble de Paris.
- Janvier 2005 : première édition de Maroc Design Trophée 2005. Premier prix «Trophée des Designers» décerné par les confrères pour Le Service à Café et à «The Dar».
- Mars 200S à mars 2006 : exposition collective de designers et d'artistes marocains au musée du monde à Rotterdam, en Hollande, acquisition de deux théières par Le musée. (première acquisition à L’international d'un objet de design made in Morocco)
- 2006 : Maroc Design 2006.
- Septembre 2007 : Hicham Lahlou, à l’honneur à Scènes d'intérieur, Salon Maison et Objet à Paris.
- Octobre/novembre 2007 : exposition rétrospective de Hicham Lahlou, « de la Théière à la Ville »,  à l’institut Français de Rabat.
- Février/mars 2008 : musée public national d’art moderne et contemporain d’Alger (MAMA), Maghreb Nouveau Design
- Février à août 2008: Vitra Design Museum, Allemagne.
- Juin 2008 : Basel Art.
- Septembre 2008 : Now design; Maison et Objet Paris.
- Octobre 2008 : Arabia Expo Moscou.
- Octobre 2008 à mars 2009 : Observateur du Design « Fête ses 10 ans ! Les collections Almodovar et Dar que Hicham Lahlou expose du 23 octobre 2008 au 9 mars 2009 à la Cité des sciences et de l'industrie à Paris.
- Novembre 2008 : « Art Paris» novembre 2008, Abou Dhabi, Émirats arabes unis. La théière Koubba 2006 Exposée avec la Galerie Enrico Navarra avec une création de Ron Arab.
- Mars à septembre 2015 : exposition Making Africa – A Continent of Design au Vitra Design Museum à Weil am Rhein en Allemagne.
- Décembre 2016 : Out of the Box, galerie Delacroix, Tanger.

Il a été invité, également, à plusieurs reprises, à la Biennale internationale du design de Saint-Étienne.